# Ludwig Schweickert
Ludwig Schweickert (Baviera, Alemania, 26 de abril de 1915-11 de julio de 1943) fue un deportista alemán especialista en lucha grecorromana donde llegó a ser subcampeón olímpico en Berlín 1936.

## Carrera deportiva
En los Juegos Olímpicos de 1936 celebrados en Berlín ganó la medalla de plata en lucha grecorromana estilo peso medio, tras el luchador sueco Ivar Johansson (oro) y por delante del húngaro József Palotás (bronce).